# Karin Keller-Sutter
Karin Keller-Sutter (Uzwil, 22 december 1963) is een Zwitserse politica voor de Vrijzinnig-Democratische Partij.De Liberalen (FDP/PLR). Sinds 1 januari 2019 maakt zij deel uit van de Zwitserse Bondsraad.  In 2025 is zij bondspresidente van Zwitserland.

## Biografie

### Afkomst en opleiding
Karin Keller-Sutter groeide op in Wil, in het kanton Sankt Gallen. Ze volgde school in Wil en in Neuchâtel. Later studeerde ze in Zürich vreemde talen en werd ze tolk op internationale conferenties. Tezelfdertijd studeerde ze politicologie in Londen en aan de Universiteit van Montréal. Nadien studeerde ze bovendien pedagogiek aan de Universiteit van Fribourg. Vervolgens werd ze lerares in het middelbaar beroepsonderwijs.

### Politica

#### Lokale en kantonnale politiek
Karin Keller-Sutter begon haar politieke carrière in Wil, waar ze van 1992 tot 2000 gemeenteraadslid was. In 1997 was ze voorzitster van de gemeenteraad.
In 1996 werd Keller-Sutter verkozen in de Kantonsraad van Sankt Gallen, het kantonnaal parlement. Een jaar later werd ze voorzitster van de kantonnale afdeling van haar partij, toen nog de Vrijzinnig-Democratische Partij (FDP/PRD) geheten. Beide functies zou ze uitoefenen tot 2000. Op 12 maart 2000 werd ze immers verkozen als lid van de Regering van Sankt Gallen en er werd bevoegd Veiligheid en Justitie. In 2006 en 2007 was ze voorzitster van de Regeringsraad. Tevens was ze vicevoorzitster van de conferentie van de kantonnale ministers voor Veiligheid en Justitie. Tijdens haar ambtsperiode heeft ze zich ingezet voor een nieuwe wet op politiek asiel, voor maatregelen tegen huiselijk geweld en voor meer politie in openbare ruimten. Ze zou zetelen in de Regeringsraad tot 2012.

#### Federale politiek
Toen Hans-Rudolf Merz zich in 2010 terugtrok uit de Bondsraad, stelde ze zich op 19 augustus 2010 kandidaat om hem op te volgen. Haar kandidatuur werd samen met die van Johann Schneider-Ammann weerhouden, waardoor haar partij in de Bondsvergadering twee kandidaten voordroeg. Na vier stemrondes werd uiteindelijk Schneider-Ammann en niet Keller-Sutter verkozen.
Bij de parlementsverkiezingen van 2011 werd ze echter verkozen in de federale Kantonsraad,  waarvan ze in de periode 2017-2018 voorzitster was.
Nadat Johann Schneider-Ammann in 2018 zijn vertrek uit de Bondsraad aankondigde, stelde Keller-Sutter zich op 9 oktober van dat jaar kandidaat om haar voormalige concurrent op te volgen. Op 5 december 2018 werd ze verkozen met 154 op 244 stemmen. Zo werd ze dus alsnog lid van de Bondsraad. Ze trad aan op 1 januari 2019 en werd chef van het Federaal Departement van Justitie en Politie. Keller-Sutter is na Elisabeth Kopp de tweede vrouwelijke vertegenwoordiger van de liberale partij in de Bondsraad. Na de parlementsverkiezingen van 2019 werd ze op 11 december 2019, net als de voltallige zittende Bondsraad herverkozen, zij het dat zij daarbij minder stemmen kreeg dan haar collega's. Keller-Sutter kreeg bij haar herverkiezing immers 169 stemmen, terwijl haar partijgenoot Marcel Dobler onverwacht 21 stemmen kreeg en er 37 blanco stemmen waren. In 2023 werd zij bevoegd voor het Federaal Departement van Financiën.

## Persoonlijk
Karin Keller-Sutter is gehuwd en woont in Wil.